# Pinus matthewsii
Pinus matthewsii — вимерлий вид хвойних дерев родини соснових. Цей вид відомий виключно з пліоценових відкладень, що в Юконі, Канада.
Pinus matthewsii відомий лише з трьох скам'янілостей. Хоча загальна морфологія та структура жіночих шишок P. matthewsii порівнюються з шишками живого виду Pinus banksiana, спостерігаються помітні відмінності. Подовжені шишки P. banksiana мають асиметрично відбиту основу шишки, а P. matthewsii — симетричні й овальні. Шишки P. matthewsii і P. contorta також подібні за структурою, проте комбінація ознак, які присутні у P. matthewsii, не зустрічається ні в одному з підвидів P. contorta. Подібно до сучасних P. contorta, є припущення, що P. matthewsii, можливо, був деревом, що не витримує тінь, яке діяло як колонізатор. Це підтверджується насінням, збереженим у шишках, причому насіння дрібне з довгими роз'ємними крилами. Комбінація властивостей підтримувала б великий діапазон розсіювання вітру.